# Euphorbia gedrosiaca
Euphorbia gedrosiaca là một loài thực vật có hoa trong họ Đại kích. Loài này được Rech.f., Aellen & Esfand. mô tả khoa học đầu tiên năm 1951.